# Igor Bavčar
Igor Bavčar, slovenski politik, politolog in gospodarstvenik, * 28. november 1955, Ljubljana.

## Življenjepis
Izšolal se je za miličnika, kasenje pa zaključil študij na FSPN (1985). Bil je med mladimi in perspektivnimi kadri Zveze komunistov Slovenije. Iz partije je izstopil v obdobju "štafetne" afere.[kdaj] Izkazal se je kot organizator protestov v vlogi predsednika Odbora za varstvo človekovih pravic v obdobju t. i. procesa proti četvetici in dogodkih, povezanih s tem (1988-89), ko je močno razgibal civilno družbo v Sloveniji . Bavčar se je leta 1989 pridružil novoustanovljeni SDZ oz. DEMOS-u in je bil med letoma 1990 in 1993 prvi minister za notranje zadeve Republike Slovenije in v tej vlogi kot član republiške koordinacije bistveno prispeval pri vzpostavitv t. i. manevrske strukture narodne zaščite, ki je odigrala ključno vlogo v 10-dnevni slovenski osamosvojitveni vojni. Leta 1992 je bil izvoljen v 1. državni zbor Republike Slovenije; v tem mandatu je bil član naslednjih delovnih teles:
- Preiskovalna komisija o politični odgovornosti posameznih nosilcev javnih funkcij za aretacijo, obsodbe ter izvršitev obsodb proti Janezu Janši, Ivanu Borštnerju, Davidu Tasiču in Franciju Zavrlu (predsednik),
- Komisija za volitve, imenovanja in administrativne zadeve,
- Komisija za nadzor nad delom varnostnih in obveščevalnih služb,
- Odbor za infrastrukturo in okolje in
- Odbor za notranjo politiko in pravosodje.

Leta 1996 je bil ponovno izvoljen v 2. državni zbor Republike Slovenije; v tem mandatu je bil član naslednjih delovnih teles:
- Komisija za volitve, imenovanja in administrativne zadeve (predsednik; 16. januar 1997-29. oktober 1997),
- Komisija po Zakonu o nezdružljivosti opravljanja javne funkcije s pridobitno dejavnostjo (16. januar - 29. oktober 1997),
- Komisija za poslovnik (16. januar - 29. oktober 1997) in
- Ustavna komisija (12. junij - 29. oktober 1997).

29. oktobra 1997 je bil imenovan za ministra brez resorja, odgovoren za evropske zadeve. Ponovno je bil imenovan  30. novembra 2000; ta položaj je zasedal do 24. januarja 2002.
11. oktobra 2005 je bil izvoljen za predsednika Sveta zaupnikov Univerze na Primorskem.
S prvim junijem 2002 je prevzel mesto predsednika uprave podjetja Istrabenz. S tega mesta je odstopil 30.3.2010. Odstop je bil sprejet, tekoče posle predsednika uprave je opravljal do 15. maja 2010 .
5. septembra 2016 je bil spoznan za krivega kaznivega dejanja pranja denarja v zadevi Istrabenz. Okrožno sodišče ga je obsodilo na zaporno kazen 5 let ter denarno kazen 18 milijonov evrov, za kolikor je oškodoval Pivovarno Laško.  Septembra 2017 je po več pritožbah in zahtevah za varstvo zakonitosti odšel na prestajanje zaporne kazni.

## Odlikovanja in priznanja
- spominski znak Republiška koordinacija 1991[6]